# Schrein Zainab bint Alis

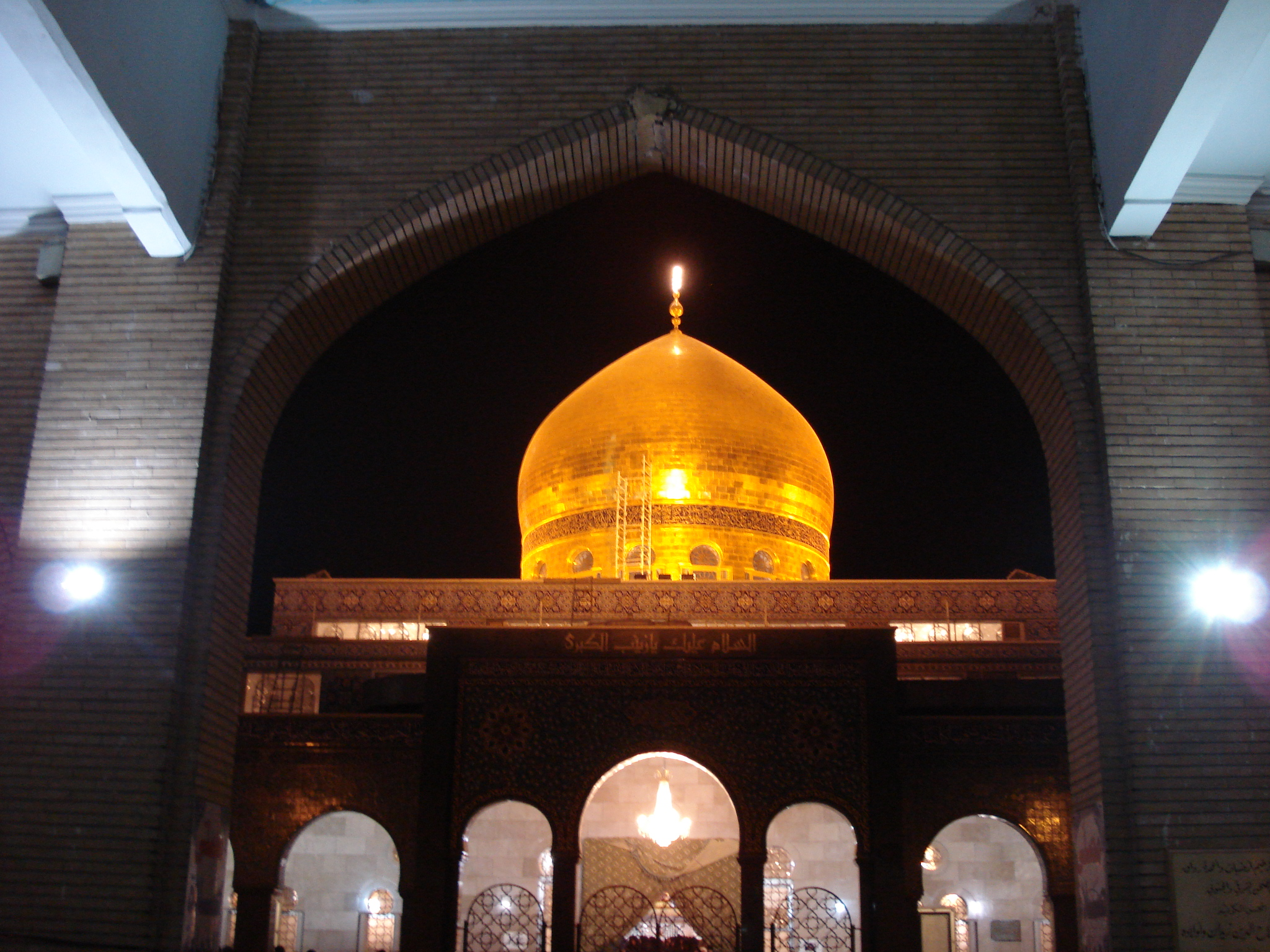
Zainabiyya in Damaskus

Der Schrein Zainab bint Alis südöstlich der syrischen Hauptstadt Damaskus in der Stadt Saida Zaineb ist eines der beiden Mausoleen, die beanspruchen, das Mausoleum von Zainab bint Ali (arabisch زينب بنت علي) – der Tochter von Imam Ali und Fatima sowie Schwester von Imam Hasan und Imam Husain – zu sein. Das andere Mausoleum liegt in der ägyptischen Hauptstadt Kairo. Die Schiiten glauben, dass Zainab in Damaskus begraben wurde. Über Zainabs späteres Leben und ihren Tod gibt es mehrere Überlieferungen.
Der Schrein ist eine wichtige islamische Pilgerstätte, insbesondere der Schiiten.
In der Nähe befindet sich der Zainabiyya-Friedhof mit einem Schrein für Ali Schariati.